# Roza Khutor Ekstrempark
Roza Khutor Ekstrempark (russisk: Роза Хутор) ligger ved skisportsstedet Roza Khutor i Krasnaja Poljana, Rusland. Konkurrencer i freestyle og snowboard afvikles her under de olympiske vinterlege 2014. OL-byen Sotji ligger 60 km syd for anlægget.